# Antikommunismus

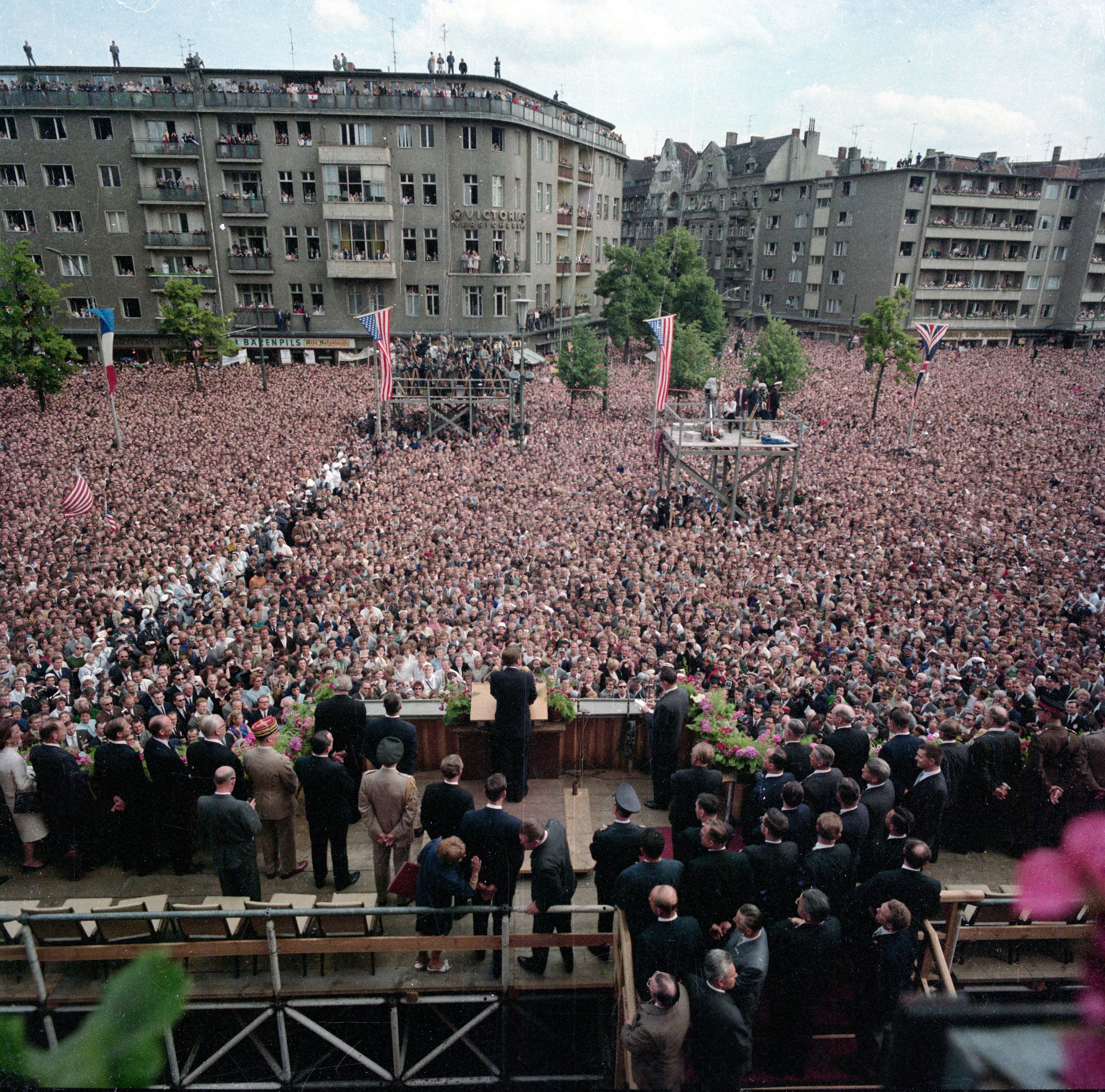
Der amerikanische Präsident John F. Kennedy hält am 26. Juni 1963 vor 300.000 Zuhörern eine antikommunistische Rede vor dem Rathaus Schöneberg in West-Berlin („Ich bin ein Berliner“).

Der Antikommunismus ist eine politische Grundhaltung, die sich mit jeweils unterschiedlichem Gewicht gegen die Theorien, Ideologien, die politischen Bewegungen und Gruppierungen sowie die Herrschaftsform des Kommunismus richtet. In Abgrenzung zum Antibolschewismus, der sich insbesondere gegen die Festsetzung und Ausbreitung von Verhältnissen richtete, wie sie in Sowjetrussland nach der Oktoberrevolution bzw. der Sowjetunion herrschten und oft antisemitisch motiviert war, deckt der Begriff Antikommunismus ein weitaus größeres Feld von politischen Bedeutungen ab. Der demokratische Antikommunismus versteht sich als Selbstschutz, Widerstand und Gegenmaßnahmen gegen den Kommunismus. Von kommunistischer Seite wird der Begriff zur Delegitimierung von Gegnern und Klassenfeinden gebraucht.
Als historisches und politisches Phänomen stellt der Antikommunismus keine einheitliche Weltanschauung bzw. Ideologie dar. Entscheidend und losgelöst von scheinbar nationalen Identitäten waren gesellschaftliche und wirtschaftliche Kräfte, welche unter dem Dachbegriff Antikommunismus ihre Interessen bündeln konnten. Daneben standen religiöse Überzeugungen (z. B. Katholizismus) oder in Gegnerschaft zum Kommunismus stehende politische Ideen oder Strömungen (z. B. Sozialdemokratie, Liberalismus, Konservatismus und Faschismus).

## Entstehungsgeschichte

### Deutscher Vormärz 1815–1848
Mit der Entstehung sozialistischer und erster kommunistischer Ideen im 19. Jahrhundert bildeten sich gleichsam die politischen Gegenbewegungen heraus. Während des so genannten Vormärz zwischen 1815 und 1848 übernahm die entstehende Arbeiterbewegung im wachsenden Maße sozialistisch formulierte Ideen, was bei Vertretern von Bürgertum und Aristokratie die Furcht vor der Zerstörung der gegebenen sozialen und politischen Ordnung auslöste.
Diese Frühformen antikommunistischer Ideologie und Politik entwickelten sich parallel zur Gründung der ersten sozialistischen Parteien weiter und erreichten ihren ersten Höhepunkt als Gegenbewegung zur russischen Revolution von 1917. Radikale Strömungen, von denen bewaffnete Aufstände ausgingen, lieferten bürgerlichen Regierungen bereits im ausgehenden 19. Jahrhundert den konkreten Anlass, um die breit gefächerte sozialistische Arbeiterbewegung insgesamt mit entsprechenden Mitteln zu bekämpfen. In Frankreich kam es bei der Niederschlagung des Juniaufstands 1848 und bei dem Sieg über die Pariser Kommune im Jahr 1871 zu Massakern an Arbeitern. Damit wurde nach den Worten Thiers’ die „Zivilisation“ verteidigt. In Deutschland bestimmte die Angst des Bürgertums vor dem ‚vierten Stand‘ und den radikalen Teilen der Arbeiterbewegung wesentlich sein Verhalten während der Revolution 1848/49 mit, und später – nach der Reichsgründung – fand sie in den Sozialistengesetzen des Reichskanzlers Otto von Bismarck ihren Niederschlag.

### Deutsches Kaiserreich 1871–1918

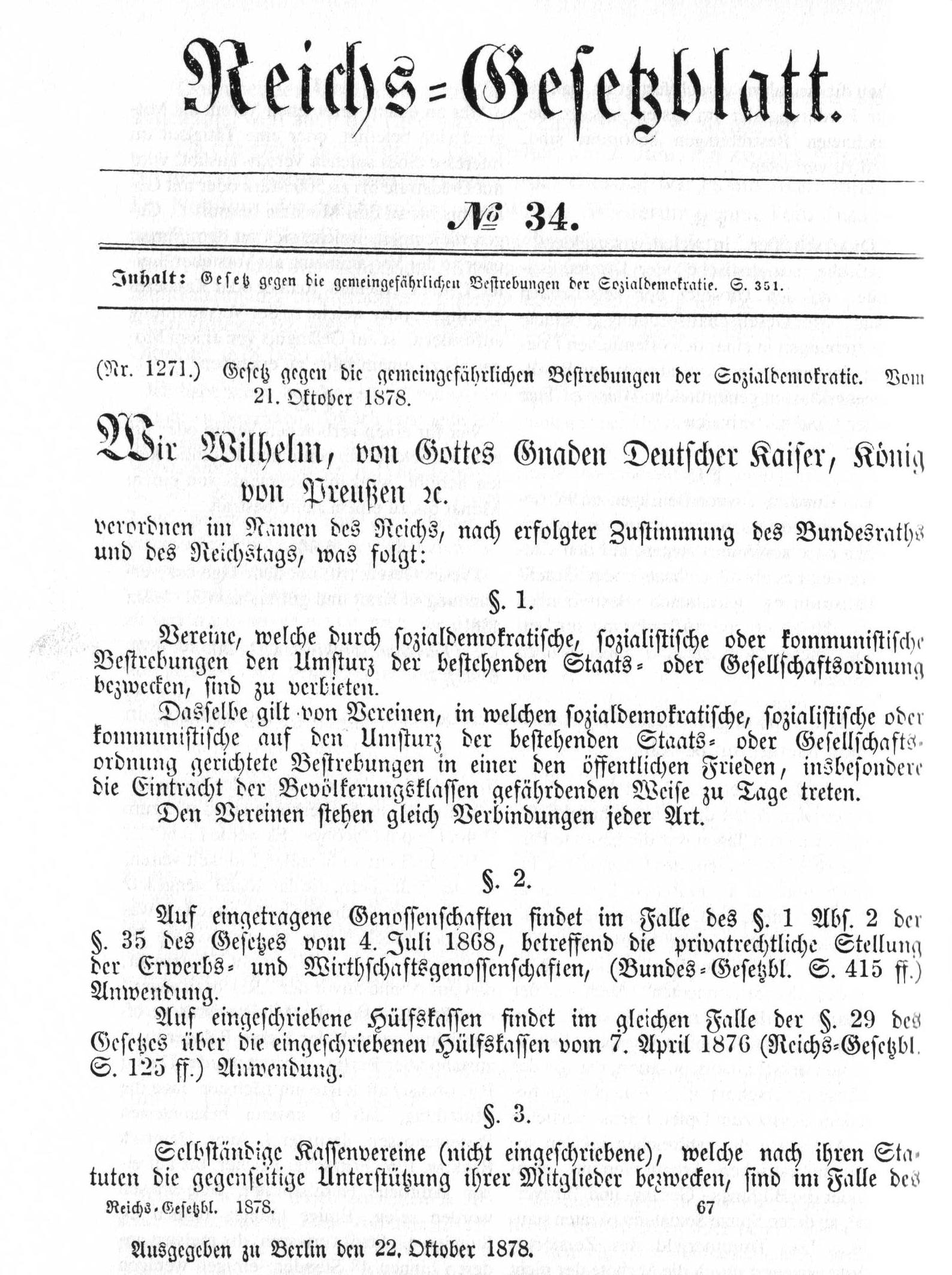
Reichsgesetzblatt mit dem Gesetz gegen die gemeingefährlichen Bestrebungen der Sozialdemokratie 1878

Siehe: Sozialistengesetz

### Oktoberrevolution 1917
Die Machtergreifung der Bolschewiki in der russischen Oktoberrevolution und die von ihnen ausgehende massive Unterdrückung politischer Gegner führte in den Russischen Bürgerkrieg zwischen der Roten Armee und der Weißen Armee, die von einer heterogenen Gruppe aus Konservativen, Demokraten, gemäßigten Sozialisten, Nationalisten und Monarchisten unterstützt wurde. Auch ausländische Interventionsstreitkräfte (etwa deutsche „Freikorps“-Einheiten) beteiligten sich. Bereits kurz nach der Oktoberrevolution kam es zu einer großangelegten Intervention alliierter Truppen, um die Revolution nach Möglichkeit im Keim zu ersticken. Im Sommer 1918 standen mit der American North Russia Expeditionary Force und der American Expeditionary Force Siberia beispielsweise 13.000 Angehörige der US-Army in Russland.
Antikommunismus spielte auch in den westlichen Ländern eine Rolle. Die antikommunistische Welle in den Vereinigten Staaten während des Ersten Weltkriegs und danach wird als Red Scare bezeichnet. So bekämpfte der amerikanische Generalstaatsanwalt Alexander Mitchell Palmer in den sogenannten Palmer Raids tatsächliche und angebliche Kommunisten und Anarchisten in der amerikanischen Gewerkschaftsbewegung. Im Dezember 1919 wurden 249 „resident aliens“ an Bord der UST Buford nach Russland verbracht, unter ihnen Emma Goldman. Der im Bürgerkrieg durch Bolschewiki und Monarchisten ausgeführte rote und weiße Terror gegen die jeweils andere Seite und gegen die Zivilbevölkerung wurde in der Berichterstattung oft ausgebaut durch Gräuelpropaganda der Kriegsparteien.

## Weimarer Republik und Zeit des Nationalsozialismus

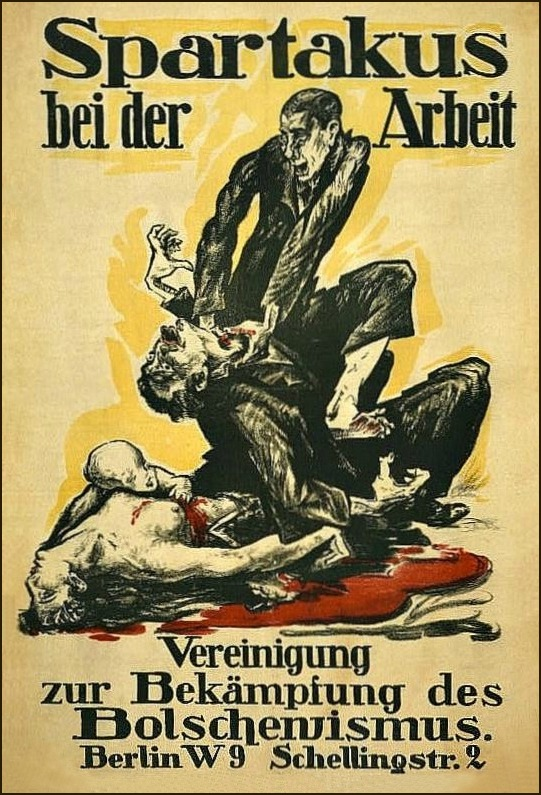
Plakat gegen den Spartakusaufstand in Berlin (1919)

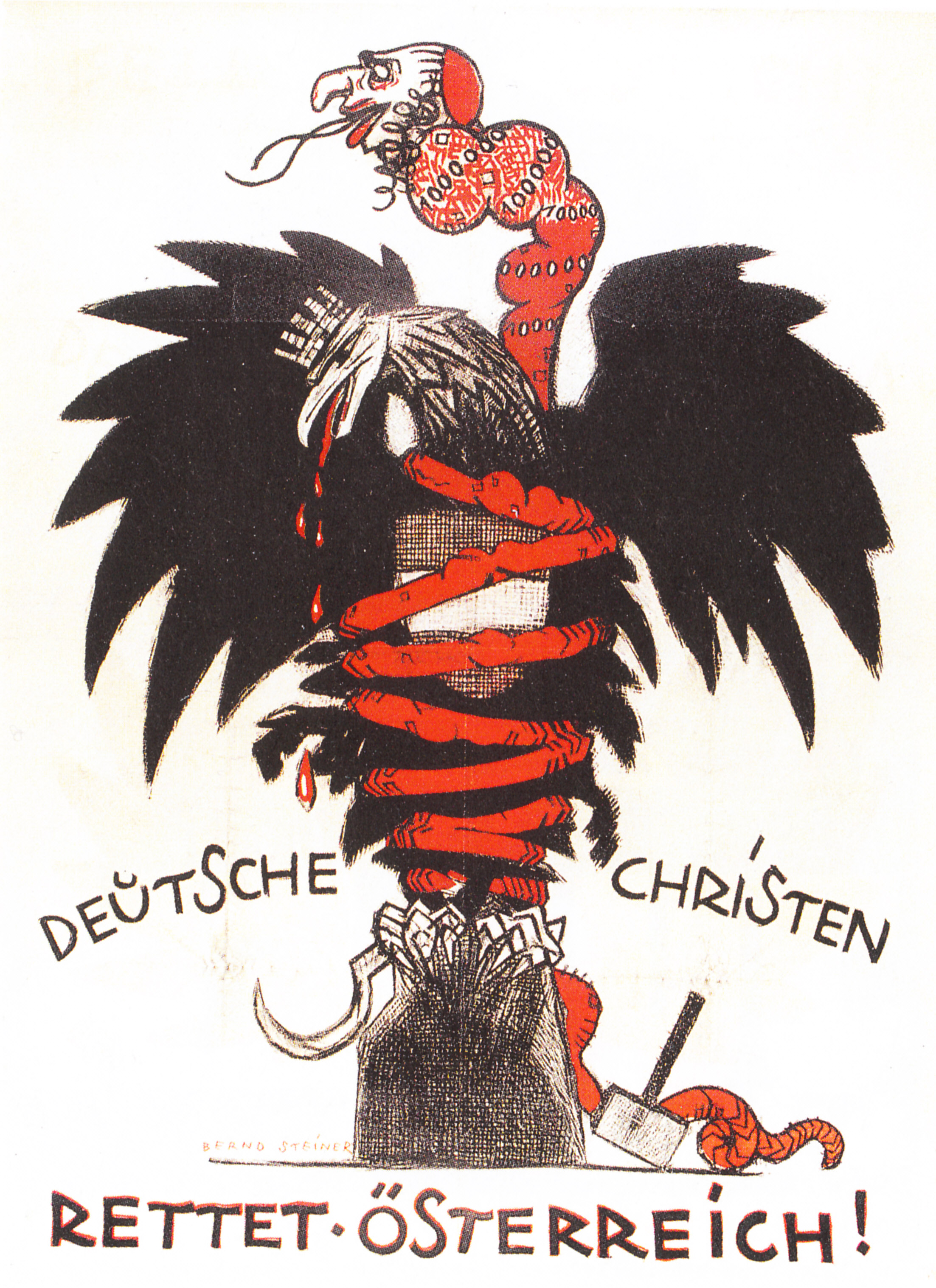
Im Wahlplakat der Christlichsozialen Partei Österreichs (1920) werden antisozialistische und antisemitische Ressentiments miteinander verbunden

1919 wurde von Großindustriellen als Reaktion auf die Novemberrevolution die gegen die politische Linke positionierte Wirtschaftsvereinigung zur Förderung der geistigen Wiederaufbaukräfte gegründet. Die Führung dort hatte Alfred Hugenberg, der über diese Schleuse der DNVP regelmäßig hohe Beträge zugehen ließ. Hugenberg finanzierte auf diese Weise auch den von ihm kontrollierten dezidiert antisemitischen völkisch-nationalistischen Alldeutschen Verband.
1918 wurde auch die Antibolschewistische Liga des früheren Jugendführers des Zentrum und späteren Deutschnationalen, dann Nationalsozialisten Eduard Stadtler gegründet. Geleitet wurde sie von einem „Generalsekretariat zum Studium und zur Bekämpfung des Bolschewismus“. Durch die Unterstützung aus der deutschen Industrie erhielt sie „mehr als reichliche finanzielle Mittel“. Auf Vorschlag von Hugo Stinnes stellte am 10. Januar 1919 ein Konsortium von Industriellen und Bankiers der Liga eine Deckungssumme von 500 Millionen Mark zur Verfügung. Sie hatte die Aufgabe, von gemäßigten Sozialdemokraten bis zu äußersten Rechten Antikommunisten in einer „Massen- und Dachorganisation“ zusammenzuführen. Anzeigen des Generalsekretariats publizierte auch das Zentralorgan der SPD, der „Vorwärts“. Sie hatte nur ein kurzes Leben und war unter anderem Namen („Liga zum Schutz der deutschen Kultur“) dann in den 1920er Jahren ein unbedeutender Zusammenschluss.
Die SPD stand bei der Verteidigung der Weimarer Republik gegen ihre Feinde von rechts und von links in einer klaren Gegnerschaft gegen die KPD. Auf die kommunistischerseits seit Mitte der 1920er Jahre erhobenen Vorwurf des Sozialfaschismus antworteten Sozialdemokraten mit dem Gegenvorwurf des Linksfaschismus: Bei einer Rede auf einer Gaukonferenz des Reichsbanners 1930 in Eßlingen beschimpfte etwa der damalige Regionalfunktionär Kurt Schumacher die Kommunisten als „rotlackierte Doppelausgaben der Nationalsozialisten“ und „stehende Heere der sowjetischen Außenpolitik“. „Der Faschismus“, so Karl Kautsky 1930, sei „nichts als das Gegenstück“ des Kommunismus, „Mussolini nur der Affe Lenins.“ Otto Wels und Rudolf Breitscheid bezeichneten Faschisten und Kommunisten als „Zwillingsbrüder“ (1931).
Für die NSDAP wurde der Antikommunismus erst später einer ihrer zentralen Ideologeme. In seinen politischen Anfängen hatte Adolf Hitler den Hauptgegner noch in den kapitalistischen angelsächsischen Mächten gesehen, die er teilweise mit dem Judentum gleichsetzte. Furcht vor dem Kommunismus äußerte er auch nach dem Sieg der Bolschewiki im Russischen Bürgerkrieg nicht. Den Bolschewismus hielt er damals noch für ein Mittel der Entente, unabhängige Staaten ihrer Plutokratie zu unterwerfen. Das 25-Punkte-Programm der NSDAP vertrat einen entschieden antikapitalistischen Antisemitismus. Als Gefahr verstand Hitler Marxismus und Bolschewismus erst in seiner 1924 und 1925 entstandenen Programmschrift Mein Kampf, die er als Versuch des verhassten Judentums ansah, die Weltherrschaft zu erringen, den es mit allen Mitteln zu bekämpfen gelte. Außerdem flossen noch geostrategische Überlegungen zu einem angeblich notwendigen Lebensraum im Osten in seinen Antikommunismus ein. In seiner Rede vor dem Industrie-Club Düsseldorf am 26. Januar 1932 versprach er den anwesenden Großindustriellen die Zerschlagung der Arbeiterbewegung und warb um Unterstützung für seine Partei. Die deutschen Wirtschaftsführer spendeten aber erst nach einem Treffen mit Hitler am 20. Februar 1933 hohe Geldsummen zur Finanzierung der NSDAP.
1936 schlossen sich das NS-Regime und die japanische Militärdiktatur zum antikommunistischen Antikominternpakt zusammen. In den folgenden Jahren traten nahezu alle nichtdemokratisch verfassten Staaten Europas bei: das faschistische Italien (1937), das gerade bei der Niederschlagung der
Republik in Spanien erfolgreiche Franco-Regime (1939), die ungarische Militärdiktatur (1939), die bulgarische „Königsdiktatur“ unter einem „Zaren“ (1941), das faschistische Ustascha-Regime in Kroatien (1941), das klerikal-faschistische Tiso-Regime in der Slowakei, das antisemitische Militärregime von Ion Antonescu in Rumänien, das mit dem NS-Regime kooperierende Finnland, dessen Regierung eine Koalition aus bürgerlich-konservativen Kräften mit der faschistischen Vaterländischen Volksbewegung war (1941) sowie das besetzte Dänemark.
Bereits im Vorfeld des deutschen Überfalls auf die Sowjetunion legten die „Richtlinien für die Behandlung politischer Kommissare“ (1941) fest, dass im Wissen um den Bruch des Völkerrechts sowjetische Kriegsgefangene – zivile politische Funktionsträger und militärische politische „Kommissare“ – zu ermorden waren. Dieser antikommunistische „Kommissarbefehl“ wurde zum „Symbol der Einbeziehung der Wehrmacht in die nationalsozialistische Ausrottungspolitik“. Die weit überwiegende Mehrheit der deutschen Frontverbände setzte ihn bereitwillig um. Wehrmachtstätern wurde ausdrücklich Straffreiheit zugesichert, wenn sie „feindliche Zivilpersonen“ umbrachten. Es ist nicht bekannt, wie viele Opfer diese Form nationalsozialistischer Massenverbrechen zur Folge hatte.

## Ost-West-Konflikt im 20. Jahrhundert
Während des Kalten Krieges wurde der Antikommunismus nicht nur von Sympathisanten des Kommunismus, sondern auch von bürgerlichen und linksliberalen Intellektuellen kritisiert. Thomas Mann, 1944, etwa „[konnte] nicht umhin, in dem Schrecken der bürgerlichen Welt vor dem Wort Kommunismus, diesem Schrecken, von dem der Faschismus so lange gelebt hat, etwas Abergläubisches und Kindisches zu sehen, die Grundtorheit unserer Epoche.“
Auf der anderen Seite fanden sich im Westen auch immer wieder zahlreiche prominente (zumeist linksstehende) Intellektuelle und Kulturschaffende, die offensichtliche Menschenrechtsverletzungen und Verbrechen in kommunistischen Staaten rechtfertigten, verharmlosten oder zumindest übersahen (etwa der französische Philosoph Jean-Paul Sartre, der zeitweilig mit dem Maoismus sympathisierte). Den kommunistischen Parteien gelang es zudem in manchen westlichen Ländern, offen oder verdeckt (etwa durch Tarnorganisationen wie die Deutsche Friedensunion), in sozialen Bewegungen wie der Friedensbewegung an prominenter Stelle mitzuwirken und für die außenpolitische Position der Sowjetunion zu werben. Raymond Aron bezeichnete den Kommunismus als „Opium für Intellektuelle“, in Anlehnung an das bekannte Marx-Zitat über die Religion als das „Opium des Volkes“.
Einige linke Kritiker des Antikommunismus haben schließlich argumentiert, es sei nicht berechtigt, die totalitären Regimes des sogenannten real existierenden Sozialismus als „kommunistisch“ zu bezeichnen. Die dortigen herrschenden Staatsparteien bezeichneten sich in der Regel als „kommunistische Parteien“ und beriefen sich auf Karl Marx und Friedrich Engels als Begründern der Idee des Kommunismus. Es wird jedoch argumentiert, dass die eigentliche kommunistische Idee in diesen Ländern nur fragmentarisch umgesetzt worden sei, zum Beispiel durch die Enteignung des Privateigentums an Produktionsmitteln.

### Europa
Die Stalinschen Säuberungen, bei denen die Führungsriege der KPdSU um den sowjetischen Diktator Josef Stalin Millionen echter oder vermeintlicher politischer Gegner hinrichten ließ und die im Großen Terror und den Moskauer Schauprozessen kulminierten, hatten kaum Auswirkungen auf die Wahrnehmung des Kommunismus in der westlichen Öffentlichkeit. Auch während des Zweiten Weltkriegs spielte westlicher Antikommunismus nur eine geringe Rolle wegen des alliierten Kriegsbündnisses mit der Sowjetunion gegen Deutschland und Italien. Erst im Kalten Krieg verstärkte sich der Antikommunismus in der gesamten westlichen Welt, zunächst aufgrund der raschen West-Erweiterung der Sowjetunion durch massive Annexionen während des Zweiten Weltkrieges. Nach der Bildung des Ostblocks nach Kriegsende kam es zur Unterdrückung von Aufständen in sowjetischen Satellitenstaaten (DDR 1953, Ungarn 1956, Polen 1956 und 1980 sowie Tschechoslowakei 1968). Ein Teil der Sympathien bei linken Persönlichkeiten Westeuropas waren zu Ende, als im Sommer 1968 der „Prager Frühling“ mit Panzern niedergewalzt wurde, und noch weiter, als das sowjetische Gulag-System um 1970 bekannt wurde. Entscheidenden Anteil hatte daran der Schriftsteller Alexander Solschenizyn mit seinem Werk Der Archipel Gulag.

#### Bundesrepublik Deutschland

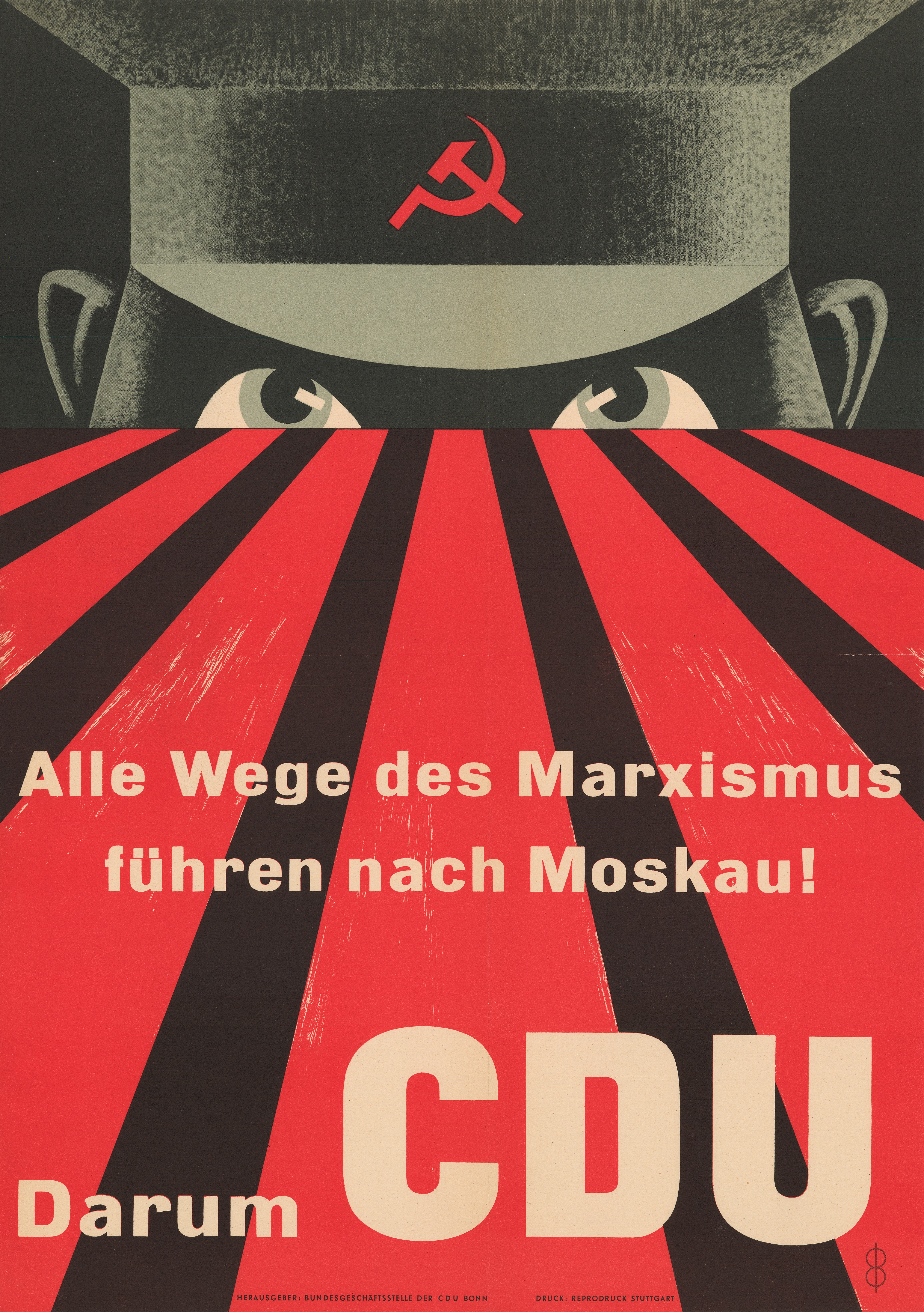
Wahlplakat der CDU aus dem Jahr 1953 mit dem Slogan „Alle Wege des Marxismus führen nach Moskau“

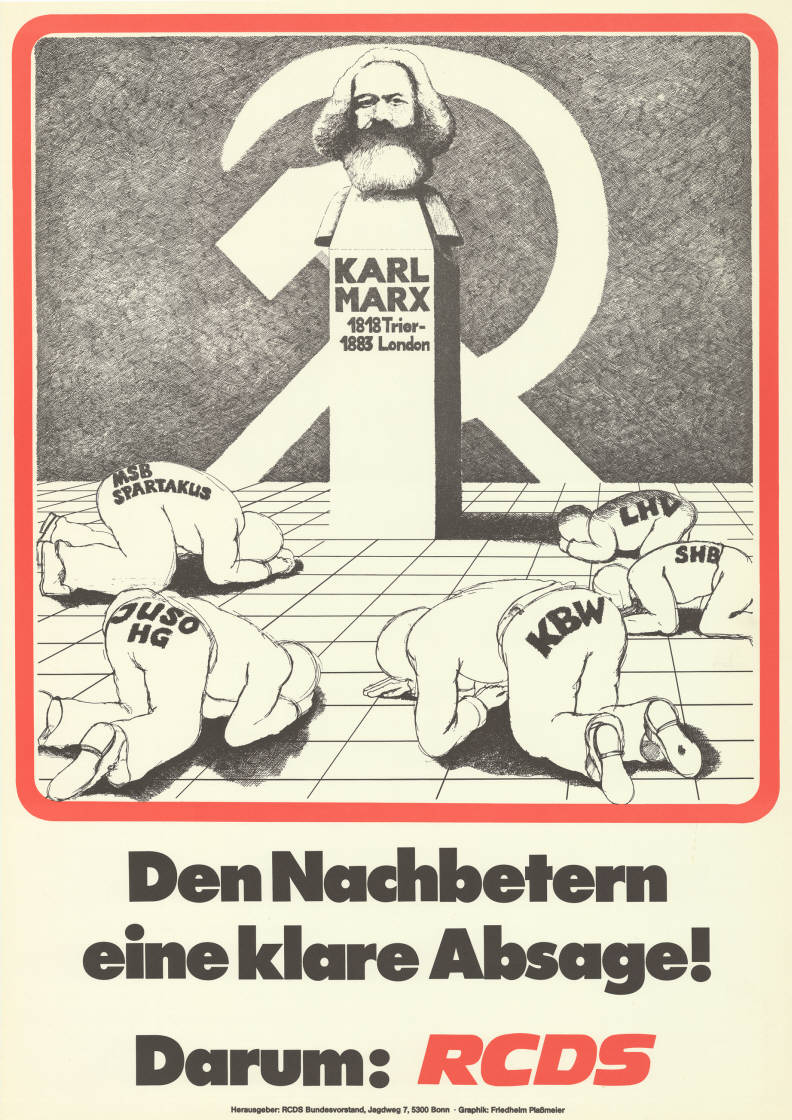
Antikommunistisches Plakat des Ring Christlich-Demokratischer Studenten

Der Parlamentarische Rat wollte die Bundesrepublik Deutschland als einen antitotalitaristischen Staat verstanden wissen, der sich sowohl gegen den Nationalsozialismus als auch gegen den Kommunismus richtete. Unter den sozialdemokratischen und den bürgerlichen Parteien bestand daher der so genannte „antitotalitäre Konsens“ oder auch „antiextremistische Konsens“, der von einer Äquidistanz des Staates und der Säulen der Gesellschaft zu allen „Totalitarismen“ bzw. „Extremismen“ ausging. Besonders der Konservatismus, der nach 1945 auf seine traditionelle Demokratieskepsis, seinen Nationalismus und Antikapitalismus verzichten musste, fand im Antikommunismus ideologischen Ersatz für die aufgegebenen Positionen.
Antikommunismus hatte in der SPD Tradition. Auf Reden in Bremen und Kassel im Mai 1946 griff Kurt Schumacher, jetzt Leiter des Westbüros der SPD in Hannover, den alten Vorwurf erneut auf und bezeichnete die Kommunisten als „rotlackierte Nazis“. Dieser Standpunkt stieß innerhalb der SPD auf Zustimmung, zumal zahlreiche Mitglieder der ostdeutschen SPD nach der Zwangsvereinigung von SPD und KPD zur SED in den Westen geflohen waren. Unter den in der DDR verbliebenen oppositionellen Sozialdemokraten kam es zu 5000 Verhaftungen oder auch Hinrichtungen wie z. B. im Falle von Günter Malkowski. Willy Brandt erklärte 1949, man könne „heute nicht Demokrat sein, ohne Antikommunist zu sein.“ Allerdings sei „Antikommunismus … nicht das einzige Kennzeichen des Demokraten.“
Der Antikommunismus stellte einen integrierenden und stabilisierenden Konsens von der SPD bis nach Rechtsaußen im politischen Leben der Bundesrepublik dar und verhinderte eine politische Radikalisierung. Auch half er, Westintegration und Remilitarisierung politisch durchzusetzen. Deswegen wird er nachgerade als „Staatsdoktrin“ oder „Staatsideologie“ der Bundesrepublik bezeichnet.
Begünstigt wurde die Ausbildung dieses Konsens durch die Erfahrungen, die die Bundesdeutschen durch die Flucht und Vertreibung aus den ehemaligen Ostgebieten des Deutschen Reiches gemacht hatten, mit der seit der Berlin-Blockade 1948/49 als bedrohlich empfundenen sowjetischen Politik und durch den Vergleich der eigenen ökonomischen Leistungsfähigkeit mit der der DDR („Wirtschaftswunder“). Auch ehemalige Nationalsozialisten konnten sich angesprochen fühlen, da der Antikommunismus der frühen Bundesrepublik an ein wichtiges Element der NS-Propaganda anknüpfte. Nach dem deutschen Historiker Detlef Siegfried bildete er einen „nationalspezifischen Kontinuitätsfaktor“ und einen „Platzhalter des inzwischen kompromittierten Antisemitismus“. Der Antikommunismus lenkte von eigener Schuld und Vergangenheitsbewältigung ab und lieferte mit der Sowjetunion ein neues Freund-Feind-Schema. Zudem wurde der äußere Feind auch nach innen projiziert: Nach links abweichende politische Ansichten wurden oft als kommunistisch delegitimiert und verfolgt. Das mussten etwa der sozialdemokratische Gewerkschaftsvertreter Viktor Agartz, Gerhard Gleißberg, der Chefredakteur des Zentralorgans der SPD Vorwärts, oder die SPD-Bundestagsabgeordneten Alma Kettig und Arno Behrisch erfahren, vor allem aber die Mitglieder und Anhänger der KPD.
Kommunistische Parteien und Organisationen wie die KPD und die FDJ wurden in den 1950er Jahren – ebenso wie die neonazistische „Sozialistische Reichspartei“ – verboten, weil sie nach Auffassung des Bundesverfassungsgerichts militant gegen die Verfassungsordnung der Bundesrepublik Deutschland gerichtete Bestrebungen darstellten. Ebenso war die Werbung für den Kommunismus durch den Verkauf von Zeitungen und Zeitschriften, z. B. aus der zum Lager der Sowjetunion gehörenden DDR verboten. Im Zusammenhang mit den Verboten der KPD (August 1956 durch das Bundesverfassungsgericht) und der FDJ (1951 durch Beschluss der Bundesregierung Konrad Adenauers gemäß Art. 9 Abs. 2 GG) wurden im Verlauf der fünfziger und sechziger Jahre nach dem damals geltenden politischen Strafrecht über 10.000 Personen mit Haftstrafen belegt und Hunderttausende von Verfahren gegen Kommunisten, aber auch des Kommunismus verdächtigte Personen, geführt. Die Zahl der gegen Kommunisten gefällten 6688 Urteile war im Zeitraum 1951–1968 fast siebenmal so hoch wie die 999 Urteile gegen NS-Täter. Das 1951 verabschiedete erste Strafrechtsänderungsgesetz, auch als Blitzgesetze bekannt, erlaubte es, Gegner der Wiederbewaffnung als „Gefährder“ zu inhaftieren, zu observieren und sie mit Berufs- und Auftrittsverboten zu belegen. Mehr als eine halbe Million Menschen waren von diesen Maßnahmen betroffen.
Als Beleg für staatlichen Antikommunismus in der Bundesrepublik Deutschland wurde in Teilen der bundesdeutschen Öffentlichkeit z. B. 1959/1960 auch die Verurteilung mehrerer Vertreter des Friedenskomitees der Bundesrepublik Deutschland durch eine Sonderstrafkammer des Landgerichts Düsseldorf bewertet, deren Wirken nicht als eine selbständig gefundene Lehre aus dem Krieg, sondern als ein Instrument der KPD bewertet wurde, „die das Westdeutsche Friedenskomitee dazu benutzte, den Boden für die Errichtung eines kommunistischen Regimes in der Bundesrepublik zu bereiten“. Wer als Kommunist oder Kommunistenfreund zu gelten hatte, definierten politisch vorwiegend und behördlich und juristisch ausschließlich Antikommunisten.
Antikommunismus war auch ein Motiv für den versuchten Mord an Rudi Dutschke im April 1968 in West-Berlin. Der Täter Josef Bachmann, der aus München anreiste, um Dutschke zu töten, rief diesem vor der Abgabe der Schüsse, die das Opfer schwer verletzten, zu: „Du dreckiges Kommunistenschwein!“ Am 28. Januar 1972 beschlossen Bundeskanzler Willy Brandt (SPD) und die Ministerpräsidenten der Länder bzw. die regierenden Bürgermeister der Stadtstaaten auf einer Konferenz zu „Fragen der inneren Sicherheit“ eine Vereinbarung über den Umgang mit „verfassungsfeindlichen“ Bewerbern für den oder Beamten und Angestellten im öffentlichen Dienst. Mit der als „Radikalenerlass“ bezeichneten Vorschrift wurden im öffentlichen Dienst Berufsverbote für Linke eingeführt. Im In- und Ausland wurde diese Maßnahme als undemokratisch wahrgenommen und abgelehnt. So gelangte etwa eine Untersuchungskommission der Internationalen Arbeitsorganisation (ILO), Sonderorganisation der Vereinten Nationen, zu dem Ergebnis, dass dieser Erlass gegen das Verbot der Diskriminierung in Beschäftigung und Beruf verstoße (1987). Besondere Bedeutung erhielt ein Urteil des Europäischen Gerichtshofs für Menschenrechte in Straßburg zum Fall einer Lehrerin aus Niedersachsen, die wegen Mitgliedschaft in der DKP aus dem Schuldienst entlassen worden war (1986). Das Gericht urteilte, die Entlassung stelle einen Verstoß gegen das Recht auf Meinungs- und Vereinigungsfreiheit der Europäischen Menschenrechtskonvention dar (1996).
Sowohl mit „staatlich gelenkten ideologischen Kampagnen gegen den Kommunismus“ als auch mit dem Verbot der Kommunistischen Partei als auch mit der europaweit unter der deutschen Bezeichnung „Berufsverbot“ bekannten Sanktionierung von Aktivitäten und Organisierung innerhalb der als nicht staatstreu kategorisierten politischen Linken stand die Bundesrepublik – sieht man von den völkisch-nationalistischen Einparteistaaten in Spanien und Portugal und der zeitweisen Militärdiktatur in Griechenland ab – in der europäischen Staatenwelt allein. Sie vertrat einen weitgehend abgelehnten antikommunistischen Sonderweg.

#### Griechenland
Während der deutschen Besatzung Griechenlands standen sich rechtsgerichtete Gruppierungen wie EDES unter Napoleon Zervas, die Organisation X und die Sicherheitsbataillone (tagmata asfalias) der linksgerichteten Befreiungsbewegung ELAS unter Aris Velouchiotis gegenüber. Nach dem Abzug der Deutschen griff die britische Armee am 15. Dezember 1944 in der Schlacht um Athen unter General Ronald Scobie auf direkte Weisung des britischen Premierministers Winston Churchill offen auf Seite der griechischen Zentralregierung ein und bekämpfte die ELAS. Nach dem Abkommen von Varkiza führte die rechtsorientierte Königsdiktatur von 1946 bis 1949 einen Bürgerkrieg gegen die Demokratische Armee Griechenlands, wobei sie bis 1947 von Großbritannien und ab März 1947 im Rahmen der Truman-Doktrin von den USA unterstützt wurde. Während des Bürgerkriegs und des „Weißen Terrors“ der rechten Paramilitärs sowie durch Massenexekutionen und Internierung Zehntausender in Straflagern kamen zahllose Kommunisten und andere Linke um. In den Fünfzigerjahren erregten die Hinrichtungen der prominenten Kommunisten Nikos Belogiannis und Nikos Ploumbidis internationale Proteste. Nach der Ermordung des linken, aber keineswegs kommunistischen Abgeordneten Grigoris Lambrakis und des Studentenführers Sotiris Petroulas im Jahr 1963 bzw. 1965 kam es 1967 zum Putsch der Obristen, worauf die griechische Militärdiktatur bis zu den Parlamentswahlen 1974 herrschte.

### Vereinigte Staaten
Nach der Oktoberrevolution 1917 in Russland kamen in den USA Ängste vor kommunistisch motivierten Aktivitäten auf. Streiks im Jahre 1919 schürten diese Ängste („Rote Angst“).
Nach dem Ende des Zweiten Weltkriegs, zu Beginn des Kalten Kriegs, verfolgten die Vereinigten Staaten gegenüber der Sowjetunion die Containment-Politik mit dem Ziel, die Ausbreitung des Kommunismus und Stalinismus zu verhindern bzw. einzudämmen. 1945 richtete das Repräsentantenhaus ein ständiges Komitee für unamerikanische Umtriebe ein, das als Kommunisten verdächtigte Personen des öffentlichen Lebens (etwa den Schriftsteller Bertolt Brecht) vorlud und Berufsverbote verhängte. 1951 wurde im US-Senat eine ähnliche Kommission eingerichtet, die hauptsächlich unter dem Einfluss des Senators Joseph McCarthy stand. Nach ihm wird diese Zeit antikommunistischer „Hexenjagden“ als McCarthy-Ära bezeichnet. Künstler wie Charles Chaplin durften nicht mehr einreisen; dessen Kollegen (Humphrey Bogart, Lauren Bacall) demonstrierten gegen McCarthy. Das Gerichtsverfahren gegen das US-amerikanische Ehepaar Ethel und Julius Rosenberg erregte Anfang der 1950er Jahre weltweites Aufsehen. Sie wurden wegen Spionage für die Sowjetunion angeklagt und verurteilt. Obwohl sie die Vorwürfe bestritten, wurden beide trotz heftiger nationaler und internationaler Proteste am 19. Juni 1953 im Staatsgefängnis Sing Sing in New York auf dem elektrischen Stuhl hingerichtet.
Die antikommunistische Hysterie der McCarthy-Ära endete Mitte der 1950er Jahre. Außenpolitisch blieben die Vereinigten Staaten im Kalten Krieg befangen. Auf den Bau der Berliner Mauer im August 1961 reagierte die Regierung Kennedy intern mit Erleichterung, weil er die Berlin-Krise entschärfte; nach außen aber verdammte der Präsident die Abriegelung West-Berlins. Bei seiner berühmten Rede vor dem Rathaus Schöneberg am 26. Juni 1963 („Ich bin ein Berliner“) erklärte er, in Berlin zeige sich das wahre Gesicht des Kommunismus:

„Es gibt einige in Europa und andernorts, die sagen, dass wir mit den Kommunisten zusammenarbeiten können. Lass sie nach Berlin kommen. Und es gibt auch einige wenige, die sagen, es treffe zwar zu, daß der Kommunismus ein böses System sei, aber er gestatte es ihnen, wirtschaftlichen Fortschritt zu erreichen. Lass sie nach Berlin kommen. [Der letzte Satz im Original deutsch]“

Als sich Kuba (nach dem Sturz des Diktators Batista in Kuba durch die Guerilla Fidel Castros) nach 1959 zunehmend kommunistisch orientierte, reagierte die Regierung Kennedy unversöhnlich. So beauftragte die CIA Auftragskiller, die zum Teil aus Kreisen der amerikanischen Mafia stammten, Castro zu ermorden (Operation Mongoose). Obwohl sich die Vereinigten Staaten im Rio-Pakt verpflichtet hatten, sich nicht mehr in die inneren Angelegenheiten der amerikanischen Partnerstaaten einzumischen, versuchte im April 1961 ein von der CIA geführter Trupp antikommunistischer Exilkubaner, in Kuba zu landen. Diese Invasion in der Schweinebucht scheiterte jedoch kläglich. Zehn Tage später erteilte Präsident Kennedy in einer öffentlichen Ansprache allen Geheimoperationen eine Absage, bekräftigte aber die strikt antikommunistische Ausrichtung seiner Regierung und warnte vor einer weiteren Ausbreitung des Kommunismus:

„Überall in der Welt stellt sich uns eine monolithische und unbarmherzige Verschwörung entgegen, die in erster Linie mit verdeckten Aktionen ihre Einflusssphäre vergrößert – mit Unterwanderung statt Invasion, mit Subversion statt Wahlen, mit Einschüchterung statt freier Entscheidung, mit Guerilla bei Nacht statt Armeen am Tag. Es ist ein System, das gewaltige personelle und materielle Ressourcen gesammelt hat, um eine engmaschige, hocheffiziente Maschine zu bauen, die militärische, diplomatische, geheimdienstliche, wirtschaftliche, wissenschaftliche und politische Operationen kombiniert.“

Die Stationierung sowjetischer Atomwaffen und Mittelstreckenraketen auf Kuba im Jahr darauf löste die Kubakrise aus. Kennedy drohte in einer Fernsehansprache am 22. Oktober mit einem Atomkrieg, sollten die Raketen nicht wieder abgezogen werden. Diese Krise brachte die Welt an den Rand eines Dritten Weltkriegs. Die Sowjetunion zog ihre Raketen aus Kuba ab, die USA später ihre Mittelstreckenraketen aus der Türkei.

### Lateinamerika

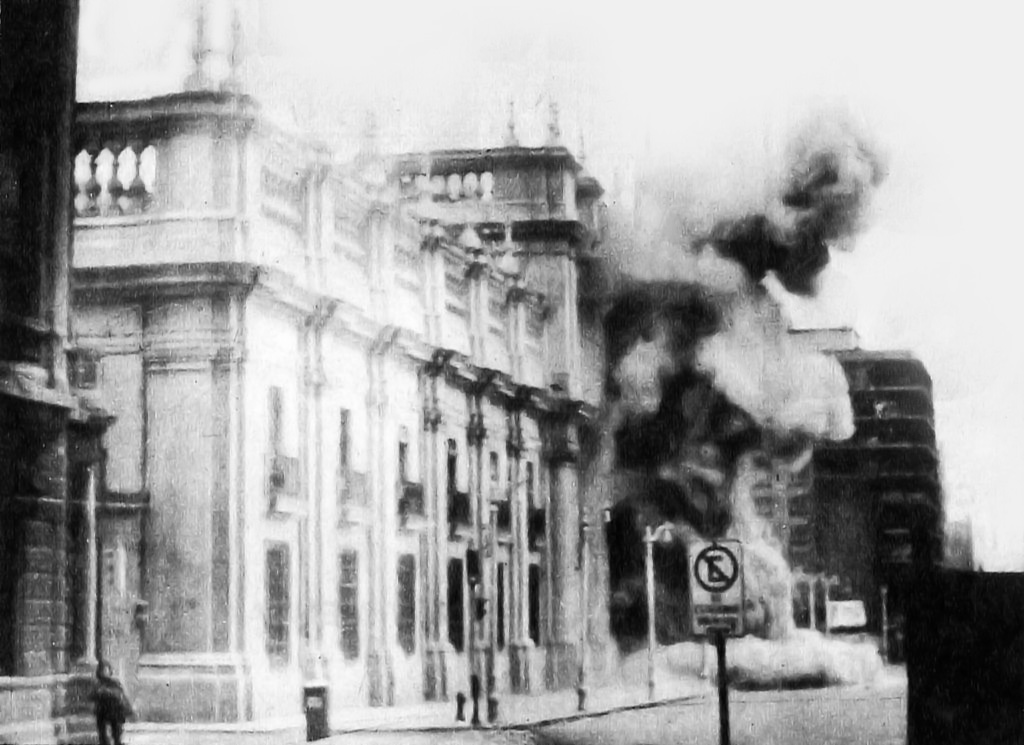
Bombardierung des Präsidentenpalastes im Verlauf des Putsches in Chile 1973 gegen die sozialistische Regierung Salvador Allendes

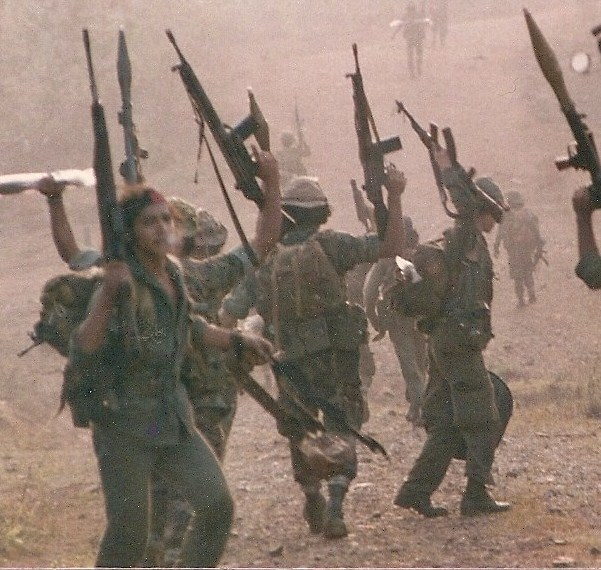
Antikommunistische Contras 1987 in Nicaragua

Der Antikommunismus war auch ein entscheidendes Motiv der Politik der USA gegenüber Lateinamerika in der zweiten Hälfte des 20. Jahrhunderts. Während des Kalten Krieges befürchteten die USA eine Ausweitung des Kommunismus (Domino-Theorie) und stürzten in einigen Fällen demokratisch gewählte Regierungen auf dem amerikanischen Kontinent, die als links oder als unfreundlich gegenüber US-amerikanischen Interessen eingestellt angesehen wurden. Dazu gehörten etwa der Staatsstreich in Guatemala 1954, der Putsch in Chile 1973 und die Unterstützung der Aufständischen im nicaraguanischen Contra-Krieg. Dabei wurden teilweise auch demokratisch gewählte Regierungen durch Putsche oder inszenierte Revolutionen gestürzt, die keineswegs kommunistisch, sondern eher bürgerlich ausgerichtet waren – wie etwa die Regierung von Jacobo Arbenz in Guatemala durch die CIA-Operation PBSUCCESS, weil diese 1954 eine Landreform zu Ungunsten der United Fruit Company durchgeführt hatte.
1973 wurde dann der demokratisch gewählte Präsident Chiles, der Sozialist Salvador Allende, durch einen Putsch rechter Militärs gestürzt, eine Militärdiktatur folgte. In den 1970er und 1980er Jahren wurde schließlich ein Großteil der Länder Mittel- und Südamerikas von rechtsgerichteten Militärdiktaturen regiert, die wegen ihrer antikommunistischen Ausrichtung von den USA gestützt und gefördert wurden. Dabei nahm Washington die massiven Menschenrechtsverletzungen durch die Regime billigend in Kauf beziehungsweise befürwortete diese sogar inoffiziell. (siehe auch Schmutziger Krieg)
In Argentinien bestand etwa ein ausgeprägter traditioneller Antikommunismus, der auf einer Verbindung aus Katholizismus, hispanischem Nationalismus und zumeist ausgeprägten antisemitischen Zügen beruhte. Während des Zweiten Weltkrieges befürworteten daher weite Teile der Gesellschaft, vor allem das Militär, die Kirche und die Eliten, eine Allianz mit den Achsenmächten. Ausgeprägt fand sich diese Haltung etwa bei dem Bestsellerautor Julio Meinvielle und bei den GOU-Militärs um den Obristen Juan Perón. Die Einreiseverweigerung gegenüber den jüdischen Flüchtlingen des Holocaust und die gleichzeitige Beförderung einer Fluchtwelle von NS-Kriegsverbrechern aus ganz Europa nach Argentinien, die in den Augen vieler Kirchenmänner und für den Peronismus eine antikommunistische Elite in Argentinien bilden sollten, waren durch massive antikommunistische Einstellungen gekennzeichnet. Die Tercera Posición, die peronistische „Dritte Position“, verfolgte eine Ideologie „jenseits von plutokratischem Kapitalismus und sowjetischem Kommunismus, die in ihren Grundzügen dem europäischen Faschismus nur zu ähnlich war.“ (Theo Bruns) Vor diesem Hintergrund und in Erwartung eines dritten Weltkrieges schon bald nach der Befreiung Europas vom Nationalsozialismus entwickelte sich seitens der politischen Elite in Argentinien Vorstellungen von Argentinien als einer dritten Weltmacht. Auch bei der besonders grausamen Verfolgung während des so genannten Prozesses der Nationalen Reorganisation der Militärs in den Jahren 1976 bis 1983 spielte der Antikommunismus eine zentrale Rolle. Bis zu 30.000 Menschen wurden als tatsächliche oder vermeintliche linke Widerstandskämpfer (Subversive) heimlich entführt, gefoltert und ermordet, wobei der Antikommunismus eines der zentralen Motive lieferte.
Dieses „Verschwindenlassen“ von politisch unliebsamen, meist linksgerichteten Personen in „schmutzigen Kriegen“ („Guerra Sucia“) wurde zu einem der Markenzeichen der mit antikommunistischer Ideologie unterfütterten militärischen Herrschaft in vielen Ländern Lateinamerikas, weshalb für diese Ermordeten die Bezeichnung Desaparecidos (die Verschwundenen) entstand.

### Japan
1900 wurde das Ordnungs- und Polizeigesetz (治安警察法, chian-keisatsu-hō) erlassen, das sich direkt gegen Gewerkschaften und Arbeiterorganisationen allgemein richtete. Aufgrund dieses Gesetzes erfolgte auch das Verbot der Kommunistischen Partei Japans, kurz nach ihrer Gründung. Dieses Gesetz wurde 1925 gefolgt vom Gesetz zur Aufrechterhaltung der öffentlichen Sicherheit, das sich gegen linksradikale Strömungen, speziell Sozialisten, Kommunisten und Anarchisten, richtete. Zur Verfolgung dieser als Gedankenverbrechen bezeichneten Strömungen diente die Tokubetsu Kōtō Keisatsu – auch Gedankenpolizei genannt.
Nach Kriegsende wurde diese Verbote von den alliierten Besatzungsbehörden (SCAP/GHQ) unter General Douglas MacArthur wieder aufgehoben und Parteien wie die Kommunistische Partei Japans wieder zugelassen. Jedoch wurde 1950 mit der Red Purge eine Säuberungsaktion gegenüber dieser durchgeführt. Dabei wurden Mitglieder der Partei sowie Sympathisanten aus öffentlichen Ämtern entfernt und aus Privatunternehmen entlassen. Erst mit dem Ende der Besatzungszeit durch den Friedensvertrag von San Francisco wurden die Säuberungen eingestellt.

## Film
- Die Staatsfeinde – Kalter Krieg und alte Nazis Regie: Daniel Burkholz, Sybille Fezer (Deutschland, 2018, 72 min.)[47]